# 布伦贝格
布伦贝格（德語：Blumberg，發音：[ˈbluːmbɛʁk] ⓘ）是德国巴登-符腾堡州弗赖堡行政区黑林山-巴尔县的城市，面积98.72平方千米，人口为人。